# Червеноклюн кракс
Червеноклюният кракс (Crax blumenbachii) е вид птица от семейство Cracidae. Видът е застрашен от изчезване.

## Разпространение и местообитание
Разпространен е в Бразилия.